# The Way (filme)
The Way (Brasil: O Caminho ) é um filme estadunidense-espanhol de 2010, dos gêneros aventura e drama, dirigido, produzido e escrito por Emilio Estevez e estrelado por Martin Sheen, Deborah Kara Unger, James Nesbitt, Yorick van Wageningen e Renée Estevez.
O filme homenageia os Caminhos de Santiago e promove a peregrinação tradicional. Dizendo que não queria que o filme atraísse apenas um público, Emilio Estevez chamou o filme de "pró-povo, pró-vida, não anti-nada".

## Sinopse
Dr. Thomas Avery (Martin Sheen) é um oftalmologista estadunidense que vai para a França após a morte de seu filho adulto, Daniel (Emilio Estevez), morto nos Pirenéus durante uma tempestade enquanto caminhava pelos Caminhos de Santiago, uma rota de peregrinação cristã à Catedral de Santiago de Compostela, na Galiza. O objetivo de Tom é inicialmente recuperar o corpo de seu filho. No entanto, em uma combinação de tristeza e homenagem a seu filho, Tom decide trilhar a antiga trilha espiritual onde seu filho morreu, levando as cinzas de Daniel com ele.
Enquanto caminhava pelos Caminhos de Santiago, Tom encontra outras pessoas de todo o mundo, todas em busca de um significado maior para suas vidas. Ele relutantemente concorda com três outros peregrinos em particular. Joost (Yorick van Wageningen) é um homem obeso de Amsterdã que diz que está percorrendo o caminho para perder peso para se preparar para o casamento do irmão e também para que sua esposa o deseje novamente. Ele é um extrovertido amigável que é o primeiro a começar a andar com Tom. Sarah (Deborah Kara Unger) é uma canadense que foge de um marido abusivo, que diz que está fazendo uma peregrinação para parar de fumar. Jack (James Nesbitt) é um escritor de viagens irlandês que, quando mais jovem, desejava ser um grande autor como William Butler Yeats ou James Joyce, mas nunca escreveu o romance com que sonhou. É o último a ingressar no quarteto e sofre de "bloqueio de escritor". Enquanto os peregrinos viajam pelos Caminhos, eles ocasionalmente encontram e conversam com outros peregrinos - dois franceses, um jovem italiano e o Padre Frank, um padre idoso de Nova York. Tom ocasionalmente tem visões de Daniel vivo e sorrindo entre outras pessoas. Tom começa a jornada sendo frio com seus companheiros peregrinos, mas ao longo de sua jornada ele finalmente se abre para eles.
Na peregrinação, o grupo passa por desafios, como quando um jovem cigano rouba a mochila de Tom. Embora o ladrão escape, seu pai o arrasta de volta para Tom para devolver a mochila, com desculpas envergonhadas e uma oferta de compensação para comparecer a uma festa de rua cigana à noite.
Depois que o grupo chega a Santiago de Compostela, Tom é finalmente acompanhado a Muxía pelos outros três membros. Ele espalha o resto das cinzas de Daniel no mar ali.
Com a mochila de Daniel nas costas, Tom é mostrado partindo em outra viagem (desta vez por Marrocos).

## Elenco
- Martin Sheen .... Thomas "Tom" Avery
- Deborah Kara Unger .... Sarah Marie Sinclair
- James Nesbitt .... Jack Emerson Stanton
- Yorick van Wageningen .... Joost Michael de Witt
- Emilio Estevez .... Daniel Avery
- Tchéky Karyo .... Capitão Henri Sébastien

## Produção

### Desenvolvimento
O filme foi inspirado no próprio filho de Emilio Estevez, Taylor. Tudo começou em 2003 como um projeto quando Taylor, na época com 19 anos, e Sheen, cuja série de TV The West Wing estava em um hiato, viajaram a rota de peregrinação. Taylor, que trabalhou como produtor associado no filme, dirigiu toda a extensão dos Caminhos com seu avô. No caminho, ele conheceu a mulher que se tornaria sua esposa; assim, os Caminhos tinham um significado especial para ele. Depois da viagem, uma série de discussões começou entre Sheen e seu filho para um filme sobre os Caminhos de Santiago. Sheen originalmente sugeriu que fosse um documentário de baixo orçamento, mas Estevez não estava interessado em um projeto tão pequeno, querendo uma experiência maior.
Estevez também encontrou inspiração em seu vinhedo, a Casa Dumetz, onde escreveu grande parte dos diálogos do filme.
Para Sheen, percorrer os Caminhos de Santiago era um sonho de toda sua vida, em parte porque o caminho termina na Galiza, no noroeste da Espanha, a região de onde o pai de Sheen emigrou: "Eu estava pensando em uma história com dois homens mais velhos e um rapaz que se apaixona enquanto percorre o Caminho", disse Sheen. Mas Estevez quis fazer uma história focando pai e filho: "Vida e morte, pais e filhos, comunidade e fé ... e o caminho servindo como metáfora da vida", disse o diretor.
Explorando os temas universais de perda, comunidade e fé, ele viu paralelos com os personagens do filme O Mágico de Oz (1939). O roteiro levou seis meses para obter um primeiro rascunho.
De acordo com os créditos iniciais, a história também é baseada em histórias selecionadas do livro de Jack Hitt, Off the Road: A Modern-Day Walk Down the Pilgrim's Route into Spain (1994).

### Filmagens
As filmagens começaram em 21 de setembro de 2009 e duraram 40 dias. A produtora e os atores caminharam entre 300 e 350 quilômetros durante as filmagens. Estevez tinha uma equipe muito pequena e gravaram com luz disponível; as sequências noturnas foram filmadas à luz de velas e fogueiras. Considerando que o Caminho é especial para a população local na rota, os cineastas sentiram uma grande pressão para acertar os detalhes.
De acordo com uma entrevista da Christian Broadcasting Network, uma cena-chave quase não aconteceu. Com a liderança da igreja se opondo a permitir que a equipe filmasse dentro da famosa catedral de Santiago de Compostela, Estevez diz que deu um salto de fé e pediu a todos no set que orassem pelo acesso. "E funcionou", afirmou Sheen. A equipe recebeu permissão apenas 48 horas antes do horário programado para filmar as cenas, que eles consideraram essenciais para o filme. 

### Elenco
Sheen originalmente sugeriu Michael Douglas ou Mel Gibson para o papel principal, mas Estevez havia escrito o papel do personagem principal especificamente para seu pai. Além dos atores principais, aqueles que são vistos na tela são verdadeiros peregrinos de todo o mundo. Um episódio do filme envolve um grupo de verdadeiros ciganos de Burgos.

## Lançamento
The Way foi comercializado em grande parte por meio de uma campanha de boca a boca. "Não temos muito dinheiro para fazer um grande P&R de US$40 milhões", disse Estevez, falando sobre seu orçamento de impressão e publicidade de marketing.
The Way estreou em setembro de 2010 no Festival Internacional de Cinema de Toronto de 2010 The Way foi ovacionado em pé pelo público que lotou o cinema de mil lugares em Toronto. Ele foi lançado comercialmente na Espanha primeiro, com sua estreia em espanhol em 10 de novembro de 2010. A estreia em Malta em 28 de fevereiro de 2011 beneficiou um pequena organização maltesa, o Laboratório da Paz do Papa João XXIII de Ħal Far, que fornece abrigo para requerentes de asilo. O abrigo, criado em 1971, não havia buscado financiamento.
O filme foi lançado no Reino Unido em maio de 2011 e nos Estados Unidos em outubro de 2011. Estevez e Sheen fizeram um tour de ônibus promocional para promover o filme nos Estados Unidos e através de algumas partes do Canadá. O filme foi lançado em DVD em fevereiro de 2012.
Embora parcialmente filmado na França, o filme não foi lançado nos cinemas neste país até setembro de 2013.

## Recepção

### Bilheteria
O filme arrecadou US$110,418 no fim de semana de estreia nos Estados Unidos; em fevereiro de 2012, ele havia feito US$4,430,765 (ou US$4,430,650) no mercado interno (com seu lançamento mais amplo em 283 cinemas nos EUA), e US$7,451,541 internacionalmente.
Por fim, a performance nos cinemas atingiu uma receita bruta de US$11,882,191 e a performance no mercado doméstico rendeu uma receita bruta adicional de US$8,127,751, portanto, o filme atingiu uma receita bruta total de US$20,009,942. 

### Recepção crítica
O filme recebeu uma avaliação "Certified Fresh" de 83% no site Rotten Tomatoes, com base em uma amostra de 98 resenhas, com uma pontuação média de 6,61/10. A descrição do consenso é: "Pode ser um pouco deliberado demais para espectadores mais impacientes, mas The Way é um esforço digno do escritor/diretor Emilio Estevez, equilibrando emoção sincera com drama perspicaz que resiste a sentimentos baratos."
Peter Travers, da revista Rolling Stone, deu ao filme três de quatro estrelas, enquanto Andrew Schenker, da Slant Magazine, deu-lhe 1 de 4 estrelas. Eric Kohn, da Indiewire, deu ao filme uma classificação "B +", comentando que "a narrativa de Estevez é dominada por imagens mestras da paisagem capturando Tom e seus amigos vagando pela selva e pequenas aldeias, explorando catedrais antigas e tradições locais". Kirk Honeycutt do The Hollywood Reporter escreveu uma crítica, afirmando: "The Way de Emilio Estevez é um filme sério, seu coração está sempre no lugar certo, mas é severamente pouco dramatizado". Sheri Linden, do Los Angeles Times, observou que The Way é mais discreto, coeso e pessoal do que o filme anterior de Estevez, Bobby.